# Arcidiecéze Perugia-Città della Pieve
Arcidiecéze Perugia-Città della Pieve (latinsky Archidioecesis Perusina-Civitatis Plebis) je římskokatolická metropolitní arcidiecéze v italské Umbrii, která tvoří součást Církevní oblasti Umbrie.  V jejím čele stojí Ivan Maffeis, jmenovaný papežem Františkem v roce 2022.

## Stručná historie
Diecéze v Perugii vznikla zřejmě již ve 4. století a v roce 1882 byla povýšena na arcidiecézi bezprostředně podřízenou Sv. Stolci, roku 1972 se stala arcidiecézí metropolitní. Diecéze v Città della Pieve byla zřízena v roce 1600, původně jako bezprostředně podřízená Sv. Stolci, od roku 1972 sufragánní k Perugii. Roku 1986 byly spojeny v jednu metropolitní arcidiecézi.